# 華特迪士尼製片廠

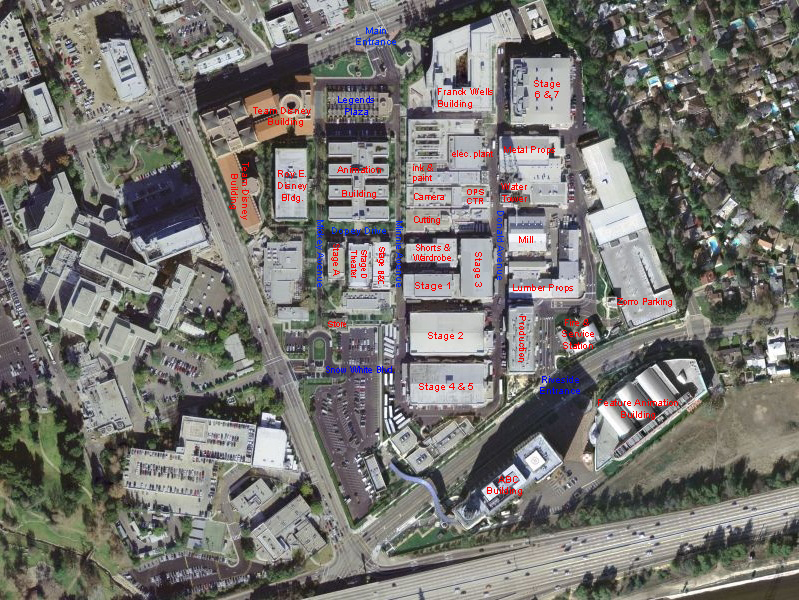
1999年航拍图

迪士尼片场（Walt Disney Studios）是位于美国加利福尼亚州伯班克的一片建筑综合体，占地51 acre（21 ha），是迪士尼公司总部所在地。1940年片场正式启用，启动资金资金来自沃尔特·迪士尼拍摄的《白雪公主》，它的主要功能为迪士尼的制片厂，不过20世纪影业的制片厂仍在洛杉磯比佛利山莊西側的世纪城。迪士尼片场不提供定期的游客游览服务。